# 森塞特火山口

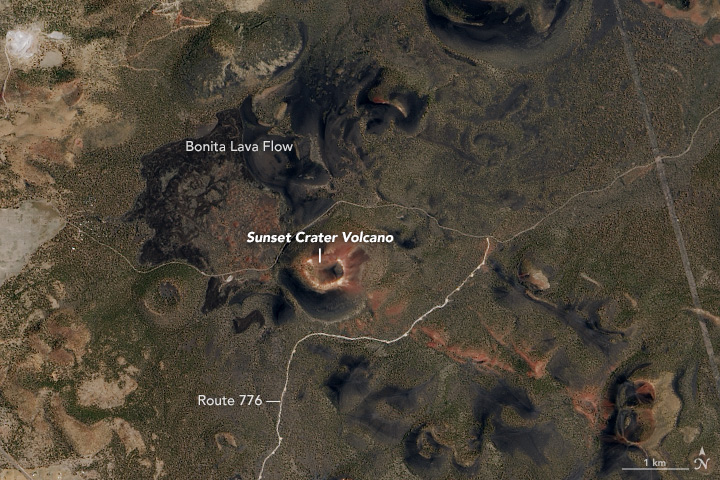
陸地衛星計畫中的森塞特火山口，2016年

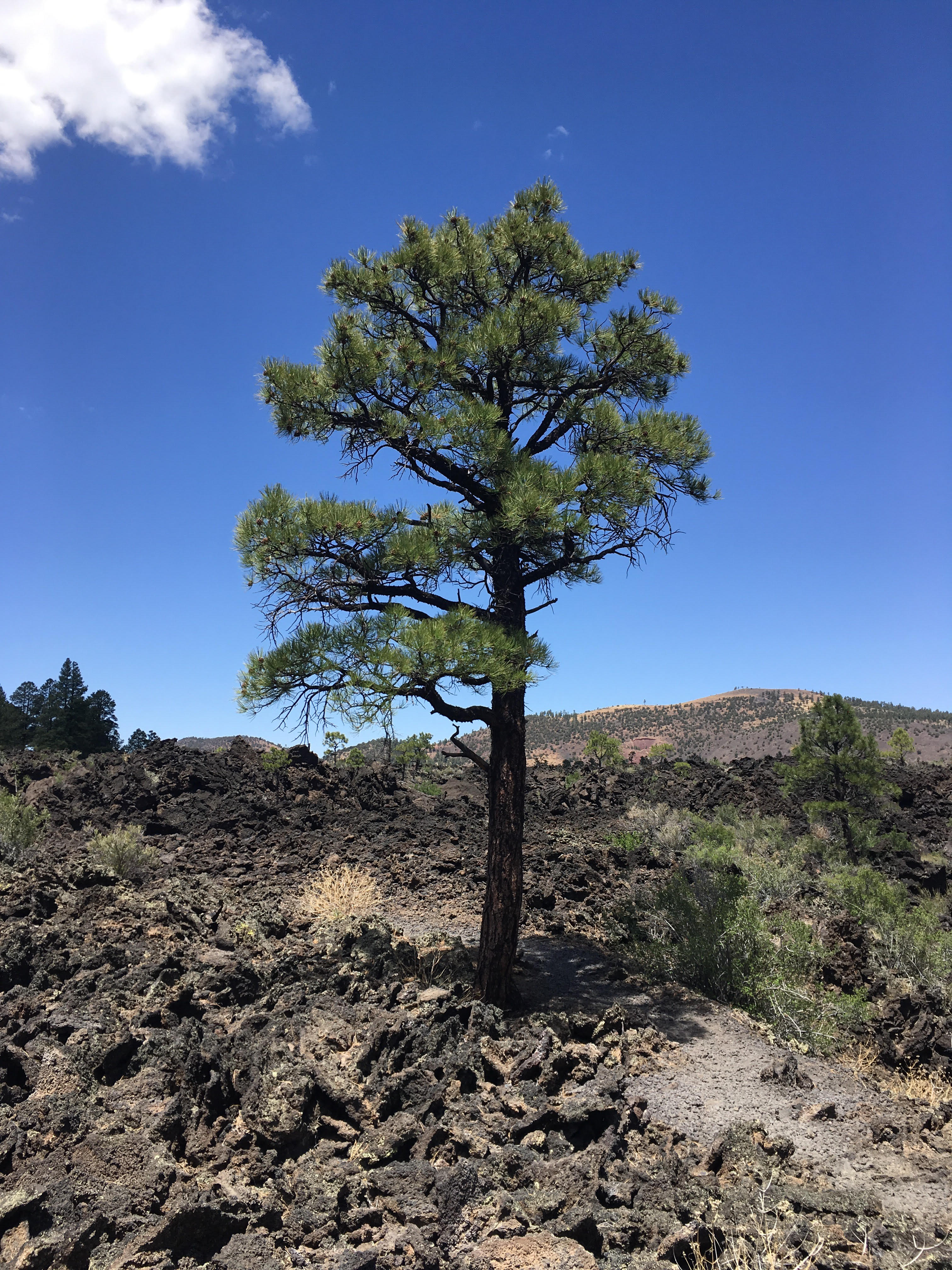
一株松树从公元12世纪初左右遗留下来的凝固熔岩中长出。

森塞特火山口（英語：Sunset Crater）是一座火山渣錐，位于美国亚利桑那州的弗拉格斯塔夫。该火山口位于森塞特火山口国家保护区（英語：Sunset Crater Volcano National Monument）以内。森塞特火山口是圣弗朗西斯科火山场（靠近附近的圣弗朗西斯科峰）中最新的一处火山口。